# ابوالقاسم فنائی
ابوالقاسم فنائی (متولد ۱۳۳۸ تهران) پژوهشگر فلسفه اخلاق و استادیار و رئیس دپارتمان فلسفه دانشگاه مفید است.

## تحصیلات
فنائی دانش‌آموخته درس خارج فقه در حوزه علمیه قم، کارشناسی ارشد رشتهٔ الهیات و معارف اسلامی از دانشگاه قم و کارشناسی ارشد و دکترا در فلسفه اخلاق از دانشگاه شفیلد است.
او دوره کارشناسی ارشد را با نگارش پایان‌نامه‌ای تحت عنوان «فلسفه اخلاق در قرن بیستم اثر مری وارنوک» به راهنمایی احمد احمدی و مشاوره مصطفی ملکیان به پایان برد.
او در سال ۲۰۰۳ از رساله دکتری خود دربارهٔ معرفت‌شناسی اخلاقی به راهنمایی رابرت استرن و ریچارد جویس دفاع کرد.

## دیدگاه‌ها
در شماره هفده مجله مهرنامه بخش اعظم «کتاب‌نامه» (تحت عنوان «مرحله بعدی روشنفکری دینی») به معرفی و نقد کتاب اخلاق دین‌شناسی اثر فنائی اختصاص دارد. این بخش شامل مصاحبه‌ای مفصل با ابوالقاسم فنائی و همچنین مقالاتی از علیرضا علوی‌تبار و محمدرضا جلایی‌پور دربارهٔ کتاب اخلاق دین‌شناسی است. جلایی‌پور در مقاله خود می‌نویسد:
نسخه‌ای از کتاب اخلاق دین‌شناسی دکتر ابوالقاسم فنائی را پیش از انتشار نزد یکی از برجسته‌ترین روشنفکران ایرانی بردم و گفتم به نظرم بهترین کتاب سال‌های اخیر در سنت «روشنفکری دینی» است. با وجود آن که اهل اغراق و تملق نیست، بعد از خواندن کتاب گفت: «به نظرم غنی‌ترین کتاب سنت روشنفکری دینی در تمام سال‌های پس از انقلاب است و خردپسندانه‌ترین الگوی دفاع از دین و نقد اخلاقی دین رسمی».
سید هادی طباطبایی نیز در کتاب حدیث نواندیشان دینی به شرح دیدگاه‌های فنائی پرداخته است.

### انتقادها
سید حسن اسلامی اردکانی، مسعود صادقی و حسین کامکار به نقد دیدگاه‌های فنائی پرداخته‌اند.

### نقد عبدالحسین خسروپناه
عبدالحسین خسروپناه در نوشتاری تلویحاً به نقد فنائی می‌پردازد: 
«برخی از نویسندگان تلاش می‌کنند تا اخلاق را در برابر دین فرض کنند و بر دین مقدم بدارند و سپس جامعه دینی معارض با اخلاق سکولار را منفی تلقی کنند.
خطای روش‌شناسی فهم دین این افراد در این گونه نوشته‌ها این است که یک حدیث را گرفته و فهم دین خود را بر آن بنا نهاده است درحالی‌که روایات فراوان دیگر از معصوم دربارهٔ نماز صادر شده است که ان قبلت قبلت ماسواها و ان ردت ردت ماسواها و اینگونه احادیث نشانگر جایگاه نماز است به هر حال برای شناختن دین نباید یک روایت را ملاک قرار داد.
خطای دوم خلط بین ثبوت و اثبات است اخلاق ثبوتا مقدم است اما اولا مقدم بر وجود خدا است یعنی بر اساس حسن و قبح ذاتی نباید حسن و قبح افعال را در مقام ثبوت شرعی دانست و ثانیاً در مقام اثبات بسیاری از مسایل اخلاقی را شرع و بسیاری از مصادیق اخلاقی را عقل شرعی بیان می‌کند و معنای این سخن این است که نباید از عقل سکولار و عقل آتئیست در کشف اخلاق بهره برد.

خطای سوم در نتیجه‌گیری است وقتی دین از جامعیت اعتقادی و اخلاقی و احکام برخوردار باشد پس باید دینداری جامعه را به همه این مولفه‌ها دانست هر چند نصوص دینی ایمان را مقدم بر عمل صالح اخلاقی و حکمی بیان می‌کند و توجیه عقلانی هم دارد چون تا آدمی ایمان به غیب و خدا نداشته باشد عمل صالح برای او یا در حدوث یا در بقا تزلزل می‌یابد و نکته دیگر اینکه بی شک جامعه دینی باید جامعه اخلاقی هم باشد چون اخلاق جزئی از دین است و لکن اخلاق دینی و نباید به صرف تعارض جامعه دینی با اخلاق سکولار آن جامعه را ضد اخلاقی دانست ضد اخلاق سکولار دانستن مستلزم ضد اخلاق دینی نیست.»
 فنائی در پاسخ به پرسش سایت فرهنگی صدانت پیرامون نقد خسروپناه، در مطلبی مفصل به نقدهای او پاسخ می‌دهد.

## سوابق اجرایی علمی
- عضو کمیته تخلفات پژوهشی از سال ۱۳۹۸[۲۱]
- رئیس دپارتمان فلسفه دانشگاه مفید از سال ۱۳۹۹[۲۲]

## کتاب‌ها
- فلسفه اخلاق در قرن بیستم، مری وارنوک، ابوالقاسم فنائی (مترجم)، قم: بوستان کتاب قم، ۱۳۸۰
- دین در ترازوی اخلاق: نسبت میان اخلاق دینی و اخلاق سکولار، ابوالقاسم فنائی، تهران: انتشارات صراط، ۱۳۸۴[۲۳]
- اخلاق دین‌شناسی: پژوهشی در مبانی معرفتی و اخلاقی فقه، ابوالقاسم فنائی، تهران: نگاه معاصر، ۱۳۸۹
- افسون گل سرخ؛ کندوکاوی در تبیین اخلاقی واقعه کربلا، ابوالقاسم فنائی، تهران: انتشارات نگاه معاصر، ۱۴۰۰[۲۴]
- دین و اخلاق محیط زیست (از تعارض تا اجماع هم‌پوش)، سجاد بهروزی و ابوالقاسم فنائی، قم: انتشارات دانشگاه مفید، ۱۴۰۱[۲۵]
- اخلاق دین‌داری، در دست نگارش
- اخلاق تفکر اخلاقی (رساله دکتری)، در دست ترجمه